# Real Live Tour
Il Real Live Tour è stato un tour della band heavy metal Iron Maiden, in presentazione del loro album A Real Live One, uscito nel 1993.

## Notizie generali
Dopo una piccola pausa seguita all'uscita dell'album A Real Live One, i Maiden tornarono in scena con il Real Live Tour. Qualche tempo prima, durante la pausa, il cantante Bruce Dickinson aveva annunciato la sua intenzione di lasciare il gruppo alla fine del tour: questa divenne dunque un'occasione per salutare Bruce, e i Maiden suonarono molte canzoni che non venivano più presentate in un live da molto tempo, come Prowler e Transylvania. Sull'onda del tour, i Maiden pubblicarono successivamente un altro album live, A Real Dead One, contenente per lo più vecchi successi.
In parte anche per la sua particolarità di rappresentare l'ultima comparsa di Dickinson con la band, questo tour venne ampiamente documentato e divenne uno dei tour meglio conosciuti dei Maiden. Sfortunatamente, su di esso sorsero anche molte controversie, incentrate principalmente sulle accuse che, a parte qualche rara esibizione, la voce di Bruce non suonava in forma come al solito (questa ipotesi è sostenuta da un certo numero di registrazioni dei concerti).
La tappa finale del tour si avvalse della collaborazione con il mago horror Simon Drake, e venne trasmessa sulla pay-per-view e persino incorporata nel video Raising Hell. Dopo la fine del tour, Bruce lasciò la band per avviare una carriera solista, e si riunì al gruppo solo nel 1999.

## Gruppi di supporto
- The Almighty

## Date e tappe

### Real Live Tour Europa (Marzo - Giugno 1993)
| Data       | Città                     | Luogo                                        |
| ---------- | ------------------------- | -------------------------------------------- |
| 25/03/1993 | Faro, Portogallo          | Kadoc                                        |
| 27/03/1993 | Madrid, Spagna            | Sala Cancillier                              |
| 28/03/1993 | San Sebastián, Spagna     | Polideportivo Anoeta                         |
| 29/03/1993 | Barcellona, Spagna        | Zeleste                                      |
| 05/04/1993 | Ostrava, Repubblica Ceca  | Ostrava                                      |
| 06/04/1993 | Bratislava, Slovacchia    | Zimny Stadion                                |
| 07/04/1993 | Vienna, Austria           | Wiener Stadthalle                            |
| 09/04/1993 | Arnhem, Paesi Bassi       | Rijnhal                                      |
| 10/04/1993 | Parigi, Francia           | Elysée Montmartre                            |
| 11/04/1993 | Berlino, Germania         | Huxley's Neue Welt                           |
| 13/04/1993 | Würzburg, Germania        | Carl-Diem-Halle                              |
| 15/04/1993 | Hannover, Germania        | Music Hall                                   |
| 16/04/1993 | Brema, Germania           | Stadthalle                                   |
| 17/04/1993 | Essen, Germania           | Grugahalle                                   |
| 19/04/1993 | Stoccarda, Germania       | Schleyer-Halle                               |
| 20/04/1993 | Saarbrücken, Germania     | Saarlandhalle                                |
| 21/04/1993 | Augusta, Germania         | Schwabenhalle                                |
| 23/04/1993 | Göteborg, Svezia          | Scandinavium                                 |
| 25/04/1993 | Bourges, Francia          | Pavillon                                     |
| 27/04/1993 | Torino, Italia            | Palasport                                    |
| 28/04/1993 | Majano, Italia            | Campo Sportivo                               |
| 29/04/1993 | Firenze, Italia           | Palasport                                    |
| 30/04/1993 | Roma, Italia              | Palaghiaccio                                 |
| 01/05/1993 | Roma, Italia              | Concerto del Primo Maggio (solo due canzoni) |
| 02/05/1993 | Priolo Gargallo, Italia   | Palaenichem                                  |
| 03/05/1993 | Reggio Calabria, Italia   | Stadio Oreste Granillo                       |
| 05/05/1993 | Napoli, Italia            | Teatro Tenda                                 |
| 06/05/1993 | Bologna, Italia           | Parco Nord                                   |
| 08/05/1993 | Genova, Italia            | Palasport                                    |
| 09/05/1993 | Milano, Italia            | Mediolanum Forum                             |
| 11/05/1993 | Tolone, Francia           | Le Zénith                                    |
| 13/05/1993 | Grenoble, Francia         | Summum                                       |
| 14/05/1993 | Nancy, Francia            | Le Zénith                                    |
| 16/05/1993 | Sheffield, Inghilterra    | Sheffield Arena                              |
| 17/05/1993 | Londra, Inghilterra       | Wembley Arena                                |
| 19/05/1993 | Manchester, Inghilterra   | G-Mex                                        |
| 20/05/1993 | Birmingham, Inghilterra   | NEC Arena                                    |
| 21/05/1993 | Glasgow, Scozia           | S.E.C.C.                                     |
| 23/05/1993 | Dublino, Irlanda          | The Point                                    |
| 24/05/1993 | Belfast, Irlanda del Nord | King's Hall, Belfast                         |
| 27/05/1993 | Neuchâtel, Svizzera       | Patinoire du Littoral                        |
| 02/06/1993 | Mosca, Russia             | Olympic Stadium                              |
| 03/06/1993 | Mosca, Russia             | Olympic Stadium                              |
| 04/06/1993 | Mosca, Russia             | Olympic Stadium                              |

### Raising Hell UK Tour (Agosto 1993)
| Data       | Città               | Luogo            |
| ---------- | ------------------- | ---------------- |
| 27/08/1993 | Londra, Inghilterra | Pinewood Studios |
| 28/08/1993 | Londra, Inghilterra | Pinewood Studios |

## Tracce
1. Be Quick Or Be Dead
2. The Number Of The Beast
3. Prowler
4. Transylvania
5. Remember Tomorrow
6. Where Eagles Dare
7. From Here To Eternity
8. Wasting Love
9. Bring Your Daughter... To The Slaughter
10. Wasted Years
11. The Evil That Men Do
12. Afraid To Shoot Strangers
13. Fear Of The Dark
14. The Clairvoyant
15. Heaven Can Wait
16. Run To The Hills
17. 2 Minutes To Midnight
18. Iron Maiden
19. Hallowed Be Thy Name
20. The Trooper
21. Sanctuary

Tracce suonate solo in poche date:
1. Wrathchild
2. Genghis Khan

## Formazione
Gruppo
- Bruce Dickinson – voce
- Dave Murray – chitarra
- Janick Gers – chitarra
- Steve Harris – basso, cori
- Nicko McBrain – batteria

Altri musicisti
- Michael Kenney – tastiera